# FlatOut: Ultimate Carnage
FlatOut: Ultimate Carnage es un videojuego de carreras de acción, el tercero en la serie FlatOut, conocido antes como FlatOut: Total Carnage. FlatOut: Ultimate Carnage fue anunciado el 1 de febrero de 2007, y fue lanzado el 22 de julio de 2007 en Europa, el 1 de agosto de 2007 en Australia, y el 2 de octubre de 2007 en Norteamérica para la Xbox 360. El juego es un remake de FlatOut 2 con nuevos modos de juego y gráficos así como de mínimo dos nuevos autos.
Una demo para la Xbox 360 fue  lanzada en Xbox Live el 19 de julio de 2007. La de Microsoft Windows fue lanzada por la red Steam el 26 de agosto de 2008, y en tiendas el 2 de septiembre. Está también para la PlayStation Portable llamado FlatOut: Head On, que fue lanzado en Australia el 12 de marzo de 2008, en Europa dos días antes, y en Norteamérica el 4 de abril de 2008.

## Jugabilidad
Ultimate Carnage introduce una nueva serie de marcas de pistas las cuales están basadas adondequiera de calles concurridas agota el agua de tormenta.
Los autos están más detallados que los juegos anteriores en la serie, empleando lo último en tecnología dinámica alumbrado y sombra, y un muy mejorado daño y motor físico donde cada auto está hecho de hasta 40 partes destructibles separadas. El juego de un jugador soporta hasta 11 otros autos controlados por IA en cada carrera. (Jack Benton), (Sofia Martinez), (Katie Jackson), (Sally Taylor) (Jason Walker), (Ray Carter), (Frank Malcov), (Curtis Wolfe), (Lei Bing), (Jill Richards) y (Lewis Duran).
Un nuevo formato multijugador es también incluido; este funciona en el sistema Games for Windows - Live el cual requiere cada registro en Xbox LIVE o Games for Windows LIVE Gamertag, o registrarse en uno gratis. La función LAN no está disponible en FlatOut: Ultimate Carnage, distinto a los dos anteriores juegos FlatOut para Windows.